# Polydesma
Polydesma is een geslacht van vlinders van de familie spinneruilen (Erebidae), uit de onderfamilie Calpinae.

## Soorten
- P. boarmoides Guenée, 1852
- P. collusoria (Berio, 1954)
- P. determinata Wallengren, 1863
- P. erubescens Walker, 1865
- P. hildebrandti Viette, 1967
- P. mahafaly Viette, 1970
- P. sagulata Wallengren, 1875
- P. scriptilis Guenée, 1852
- P. semiusta Distant, 1898
- P. sexmaculata Berio, 1971
- P. smithii Holland, 1897
- P. umbricola Boisduval, 1833
- P. zethesoides Viette, 1966